# Gifurwe (periodiskt vattendrag i Burundi, Muramvya)
Gifurwe är ett periodiskt vattendrag i Burundi.   Det ligger i provinsen Muramvya, i den centrala delen av landet, 40 kilometer nordost om huvudstaden Bujumbura.
Omgivningarna runt Gifurwe är en mosaik av jordbruksmark och naturlig växtlighet. Runt Gifurwe är det tätbefolkat, med 308 invånare per kvadratkilometer.